# Воротан
Ворота́н (вірм. Որոտան, Воротан; азерб. Bərgüşad, Баргюшад; Bazarçay, Базарчай) — річка в Закавказзі, ліва притока Араксу. Протікає територією Вірменії та Нагірно-Карабаської Республіки. Довжина — 178 км, із них 119 км у Вірменії, 59 — у Карабаху. Воротан є гірською річкою, на окремих ділянках протікає глибокими каньйонами.
На річці збудовані водосховища, працюють 3 ГЕС. Для доставки води з Воротана в Севан з метою підняття рівня озера був побудований 22-кілометровий тунель. Розпочатий у 1980-х рр., будівництво було припинено в 1988 році у зв'язку з економічною блокадою з боку Азербайджану. Тунель був закінчений у 2003 році, але його експлуатація ще не почалася.
Витік Воротана, як річки Арпи, перебуває на території Нагірно-Карабаської Республіки. У зв'язку з цим деякі вірменські експерти висловлюють занепокоєння, що в разі переходу контролю частини території Карабаху до Азербайджану в руках останнього виявиться безпека 80 % водних ресурсів Вірменії, і цей фактор може бути використаний для тиску на Вірменію.
На річці розташоване місто Сісіан.